# Сульфат титана(III)
Сульфат титана(III) — неорганическое соединение, соль металла титана и серной кислоты с формулой Ti2(SO4)3, зелёные кристаллы, нерастворимые в воде, образует кристаллогидраты.

## Получение
- Действие концентрированной горячей серной кислоты на металлический титан:

{\displaystyle {\mathsf {2Ti+6H_{2}SO_{4}\ {\xrightarrow {100^{o}C}}\ Ti_{2}(SO_{4})_{3}+3SO_{2}\uparrow +6H_{2}O}}}
- Восстановление атомарным водородом или электролизом оксид-сульфата титана:

{\displaystyle {\mathsf {2TiOSO_{4}+2H_{(Fe,Zn)}^{0}+H_{2}SO_{4}\ {\xrightarrow {}}\ Ti_{2}(SO_{4})_{3}+2H_{2}O}}}
{\displaystyle {\mathsf {4TiOSO_{4}+2H_{2}SO_{4}\ {\xrightarrow {e^{-}}}\ 2Ti_{2}(SO_{4})_{3}+O_{2}\uparrow +2H_{2}O}}}

## Физические свойства
Сульфат титана(III) образует зелёные кристаллы тетрагональной сингонии, параметры ячейки a = 0,844 нм, c = 2,195 нм.
Не растворяется в воде, этаноле, эфире, концентрированной серной кислоте.
Образует кристаллогидраты состава Ti2(SO4)3•8H2O (синий) и Ti2(SO4)3•5H2O (фиолетовый).
При кристаллизации из серной кислоты образует кристаллогидраты кислых солей TiH(SO4)2•4H2O (фиолетовый) и Ti2H4(SO4)5•3H2O (голубой).
Из разбавленной серной кислоты кристаллизуется сольват 3Ti2(SO4)3•H2SO4•25H2O

## Химические свойства
- Разлагается при нагревании:

{\displaystyle {\mathsf {Ti_{2}(SO_{4})_{3}\ {\xrightarrow {500-600^{o}C}}\ 2TiO_{2}+2SO_{3}+SO_{2}}}}
{\displaystyle {\mathsf {Ti_{2}(SO_{4})_{3}\ {\xrightarrow {220^{o}C}}\ 2TiOSO_{4}+SO_{2}}}}
- Обратимо реагирует с щелочами:

{\displaystyle {\mathsf {Ti_{2}(SO_{4})_{3}+6NaOH\ \rightleftarrows \ 2Ti(OH)_{3}+3Na_{2}SO_{4}}}}
- Восстанавливается атомарным водородом:

{\displaystyle {\mathsf {Ti_{2}(SO_{4})_{3}+2H_{(Zn,H_{2}SO_{4})}^{0}\ {\xrightarrow {\tau }}\ 2TiSO_{4}+H_{2}SO_{4}}}}
- Водная суспензия медленно окисляется кислородом воздуха:

{\displaystyle {\mathsf {2Ti_{2}(SO_{4})_{3}+O_{2}+6H_{2}O\ {\xrightarrow {\tau ,Pt}}\ 4TiSO_{4}(OH)_{2}+2H_{2}SO_{4}}}}
- С сульфатами цезия и рубидия образуют комплексные соли (квасцы):

{\displaystyle {\mathsf {Ti_{2}(SO_{4})_{3}+Cs_{2}SO_{4}+12H_{2}O\ {\xrightarrow {0^{o}C}}\ 2(CsTi(SO_{4})_{2}\cdot 12H_{2}O)\downarrow }}} — красный осадок